# Reiner Stockhausen
Pour les articles homonymes, voir Stockhausen.
Reiner Stockhausen (né en 1962) est un auteur allemand de jeux de société.

## Ludographie

### Seul auteur
- Freibeuter, 1998, Hans im Glück
- Dolce Vita, 1999, Hans im Glück
- Die sieben Weisen (Les sept sages), 2002, Alea / Ravensburger
- Ligretto Football ou Fußball Ligretto (Crazy Kick en français), 2006, Schmidt Spiele
- Null & Nichtig, 2006, Amigo
- Lübeck, 2009, Dlp Games
- Siberia, 2011, Dlp Games
- Scheffeln, 2014, Dlp Games
- Orléans, 2014, Dlp Games
- Altiplano, 2017, Dlp Games